# Islas Andreanof
Las islas Andreanof constituyen un grupo de islas en el  archipiélago de las islas Aleutianas, al suroeste de Alaska, EE. UU. Se encuentran localizadas entre el canal de Amchitka y el grupo de las islas Rata, al oeste, y el canal de Amukta y el grupo de las islas de los Cuatro Volcanes, al este. La cadena de islas se extiende unos 440 km, y ocupan una superficie total de 3.924,737 km². La población total era de 412 personas en el censo de 2000, la mayoría de las cuales habitaba en la ciudad de Adak, en la isla Adak.
Las islas más grandes del grupo son, de oeste a este, las siguientes: Gareloi (67,2 km²), Tanaga (530 km²), Kanaga (369 km²), Adak (725 km²), Kagalaska (164 km²), Great Sitkin (160 km²), Atka (1.048 km²), Amlia (445,7 km²) y Seguam (207,3 km²). Las islas Delarof, un subgrupo de las islas Andreanof, constituyen un grupo de pequeñas islas, las más occidentales del archipiélago.
Las islas están cubiertas habitualmente por la niebla y carecen de árboles debido al constante viento.
Las islas son especialmente propensas a sufrir terremotos, a menudo con una magnitud mayor de 5 en la escala Richter cada día.

## Historia
Las islas fueron bautizadas en honor del navegante ruso Andreian Tolstyk, que fue el primero en explorar las islas en 1761.
En las islas se establecieron numerosas bases militares de los Estados Unidos durante la Segunda Guerra Mundial. Las bases en Adak fueron ampliadas y hechas permanentes después de la Guerra, pero fueron cerradas en 1995.
El 9 de marzo de 1957 las islas sufrieron un devastador terremoto de 8,6° en la escala de Richter.